# Notre-Dame-du-Haut (Ronchamp)

Chapelle Notre-Dame-du-Haut de Ronchamp mit der südlichen Fensterfassade sowie dem nach Osten gerichteten Freialtar und der Außenkanzel

Die Kapelle Notre Dame du Haut von Ronchamp (französisch Chapelle Notre-Dame-du-Haut de Ronchamp, deutsch Unsere Liebe Frau von der Höhe) ist eine der Jungfrau Maria geweihte katholische Wallfahrtskirche in der französischen Gemeinde Ronchamp bei Belfort.
Der 1950 bis 1955 nach Plänen des französisch-schweizerischen Architekten Le Corbusier errichtete Kirchenbau zählt zu den berühmtesten seiner Art in der Moderne. Er gilt aufgrund seiner zahlreichen visuellen Metaphern, des Reichtums seiner Raumgliederung sowie seines Vorbildcharakters als Ikone der Architektur. Seit 17. Juli 2016 ist er außerdem offiziell als UNESCO-Weltkulturerbe gelistet. Die Kapelle wird häufig als ein weiteres Werk in der Reihe seiner Brutalismus-Bauten geführt, der sich in den 1950er Jahren in England entwickelte. Da es sich aber materialmäßig und konstruktiv um eine Mischkonstruktion handelt, und die Oberfläche aller Bauteile mit Betonspritzputz behandelt wurden, ist weder Sichtbeton („beton-brut“) noch Corbusiers sonst so typische „Schachtel mit belebtem Innenleben“ („boîte a miracles“) vorhanden. Mit der mystischen Lichtführung und stark auf die Liturgie ausgerichtet muss diese Kirche als ganz eigenständiges Werk betrachtet werden.

## Lage

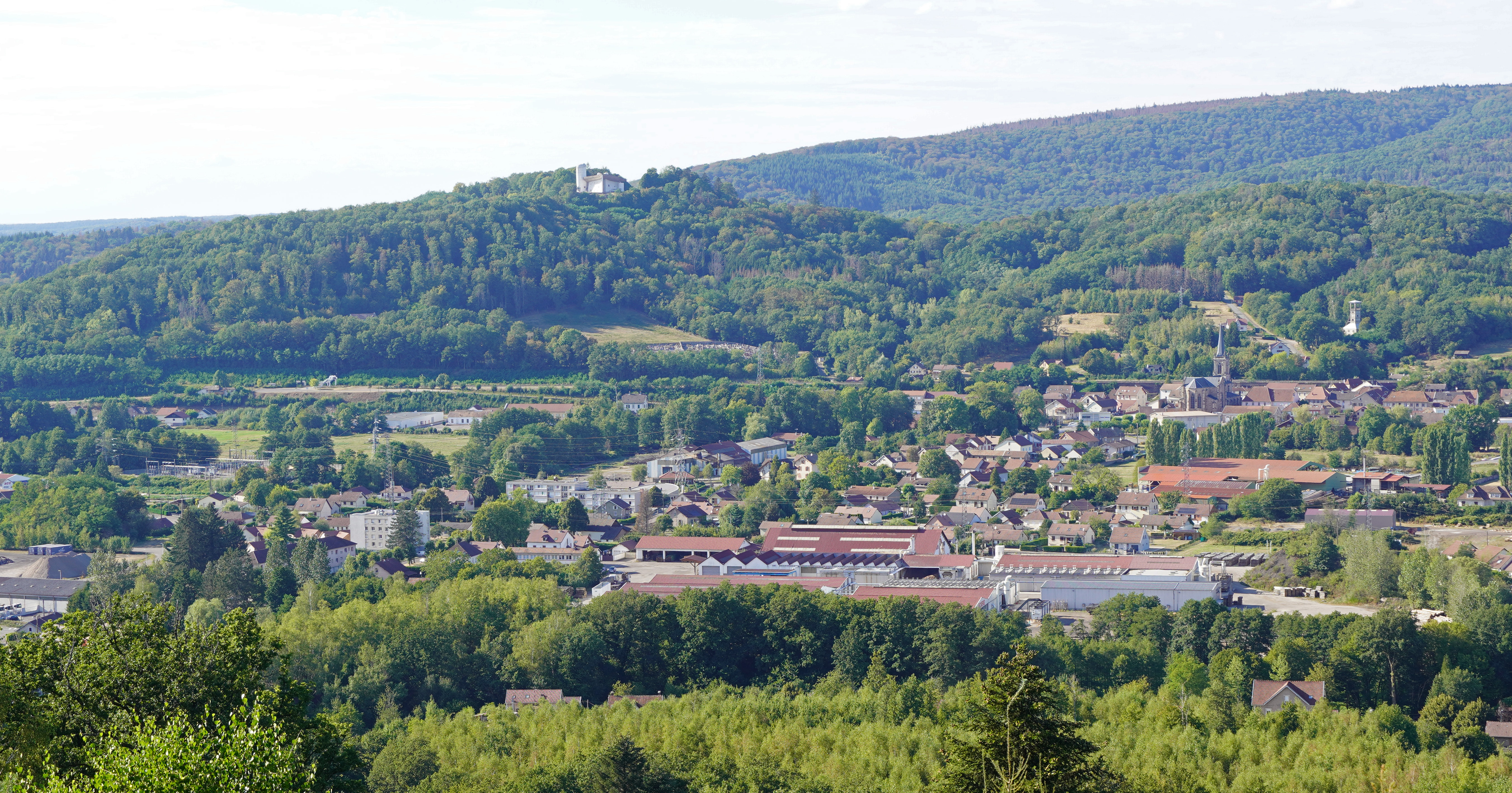
Der Hügel nordwestlich von Ronchamp

Die Stadt Ronchamp liegt auf 353 Metern über Meer am Fuß der Vogesen im Osten des Départements Haute-Saône in der Franche-Comté. Die Kapelle Notre Dame du Haut, zu der eine steile Straße hinaufführt, befindet sich auf dem 472 Meter über Meer gelegenen Hügel Bourlémont. Die Anhöhe besteht aus einer größtenteils von einem Gras- und Pflanzenteppich bewachsenen Lichtung, die sich in alle vier Himmelsrichtungen öffnet.
Die Kapelle ist weithin sichtbar und ihr Standort ermöglicht einen weiten Panoramablick auf die umliegende Landschaft. Im Süden erstreckt sich die lange Linie der Juragipfel, nach Norden hin ist mit dem Mont de Vanne ein erstes Vorgebirge der Vogesen zu erkennen. Im Westen liegt die Talebene der Saône, im Osten die drei Belchengipfel der Planche des Belles Filles sowie die Burgundische Pforte.

## Geschichte

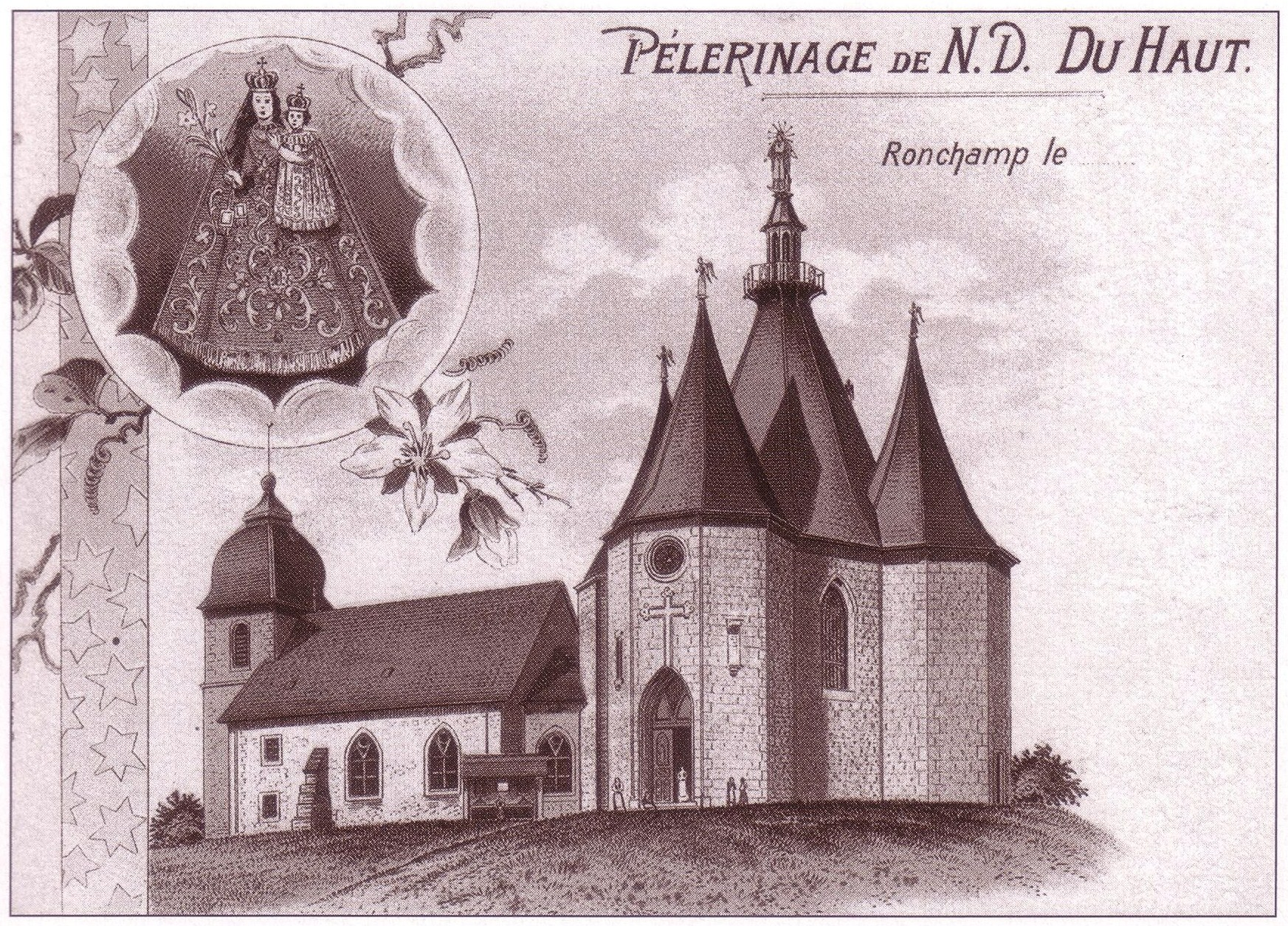
Notre Dame du Haut, vor 1913

### Kultstätte und Vorgängerbauten
Der Hügel von Ronchamp diente möglicherweise bereits zur Zeit der Kelten als Kultstätte. Urkundlich gesichert ist die Existenz einer Kirche seit Ende des 11. Jahrhunderts, als Wallfahrtsort bezeugt ist Ronchamp seit dem 15. Jahrhundert. Das bis zur Französischen Revolution bestehende Gotteshaus gehörte zu einer Abtei in Besançon und war Mariä Geburt geweiht.
Nach einem Erlass König Ludwigs XV. wurde Mitte des 18. Jahrhunderts im Dorfkern von Ronchamp, das in nächster Nähe der protestantischen württembergischen Exklave Montbéliard lag, eine Kirche erbaut, die Notre Dame du Bas genannt wurde, im Unterschied zur Kapelle auf dem Hügel, der Notre Dame du Haut, die fortan nur noch als Wallfahrtskapelle genutzt wurde.
Im Zuge der Französischen Revolution wurde 1789 die Kapelle an einen Händler aus Luxeuil verkauft, der darin Tiere und Futter aufbewahrte. Einige Jahre später schlossen sich 40 Familien aus Ronchamp zusammen, um die Kapelle zu kaufen und sie ihrer sakralen Bestimmung zurückzuführen. Seither ist die Kirche Privateigentum.

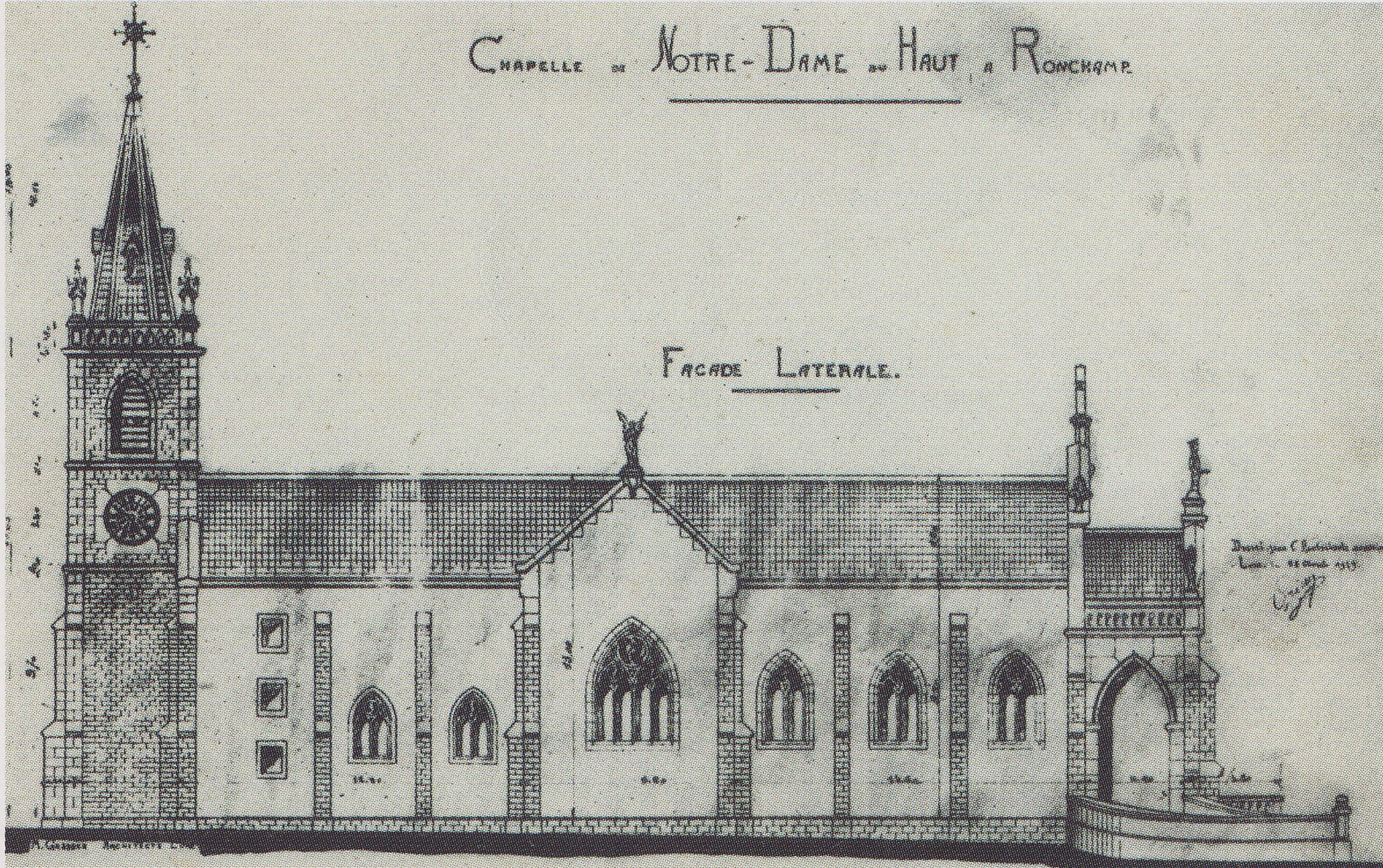
Notre Dame du Haut, erbaut 1923–1926

Im 19. Jahrhundert hatten die Wallfahrten einen neuen Aufschwung. Gefördert vom Erzbischof von Besançon, Kardinal Jacques-Marie-Adrien-Césaire Mathieu, wurde die Kapelle vergrößert und nach mehrjähriger Bauzeit 1857 ein oktogonales Vorwerk errichtet, das von vier bekrönten Türmen flankiert war. Auf einem der Türme ragte in der Mitte eine große Marienstatue auf, jedoch mussten weitere Arbeiten 1864 aus Geldmangel eingestellt werden.
Am 8. September 1873 fand eine Wallfahrt zu der Kapelle statt, an der sich schätzungsweise 20.000–30.000 Pilger beteiligten. Es war eine der größten Manifestationen der Legitimisten, die nach dem Deutsch-Französischen Krieg von 1870/71 und dem Sturz des zweiten Kaiserreichs versuchten, in Frankreich erneut die Monarchie einzuführen und den bourbonischen Thronanwärter Henri, Graf von Chambord als Henri V. zum König zu erheben.
Nachdem die Wallfahrtskirche im August 1913 infolge eines Blitzschlags ausgebrannt war, wurde von 1923 bis 1926 ein Neubau im neugotischen Stil errichtet.
Im Zweiten Weltkrieg war der Hügel von Bourlémont ein wichtiger Beobachtungsposten und Riegel zur Burgundischen Pforte. Im September 1944 wurde die Kirche bei einem Artillerieangriff auf den hart umkämpften Hügel zerstört. Deutsche Einheiten hatten den 35 Meter hohen Glockenturm der Kapelle in einen militärischen Beobachtungsposten umfunktioniert. Am 29. September 1944 stürmten zwei Züge mit senegalesischen Infanteristen den Hügel und überraschten die Deutschen, die noch am selben Tag kapitulierten. Die Schlacht forderte 250 Tote und 700 Verletzte. Am 2. Oktober wurde auch die Gemeinde Ronchamp durch eine französische Panzerdivision zurückerobert. Zum Gedenken an die Kämpfe und „als Zeichen des Opfers und als Mahnmal für den Frieden“ wurden eine kleine Stufenpyramide und ein Friedensdenkmal auf dem östlichen Platz vor der Kirche errichtet.

Situationsplan
(1): Kapelle Notre-Dame-du-Haut
(2): Pyramide des Friedens
(3): Pilgerunterkünfte
(4): Kaplans Haus
(5): campanile
(6): Kapelle Sainte-Claire (Oratorium des Klosters)
(7): Sainte-Claire Kloster
(8): Torhaus (Empfangsraum, Ausstellungsraum)

| Le Corbusier (1955) |

| Jean Prouvé (1975) |

| Renzo Piano (2011) |

### Die heutige Kapelle
Im Zweiten Weltkrieg wurden in Frankreich rund 2000 sakrale Bauwerke zerstört. Namhafte Geistliche wie Marie-Alain Couturier setzten sich dafür ein, für den Neuaufbau dieser Gebäude renommierte Künstler und Architekten zu gewinnen. Für den Wiederaufbau der Kapelle von Ronchamp wurde im September 1949 eine Immobiliengesellschaft gegründet.
Die Commission d’Art Sacré von Besançon, der Maurice Jardot, Mitarbeiter des Kunsthändlers Daniel-Henry Kahnweiler, François Mathey, staatlicher Inspektor der Historischen Monumente und der Domherr Lucien Ledeur angehörten, nahm Kontakt zu Le Corbusier auf. Dieser lehnte es zunächst ab, für eine „tote Institution“ zu arbeiten. Dank der Vermittlung von Marie-Alain Couturier und der Beharrlichkeit von einigen Gläubigen nahm der Architekt den Auftrag aber doch an.
Einen ersten Entwurf zeichnete Corbusier nach einem Besuch vor Ort im Juni 1950; das erste Modell stellte er im Dezember 1951 vor. Corbusiers Recherchen und Gedanken zu diesem Projekt sind überliefert und dokumentieren, dass seine anfängliche Ablehnung in Begeisterung umschlug. Besonders die exponierte Lage der Kirche und dass „man sie so schön von weitem sah“ war für ihn wichtig. Die Lage war jedoch auch eine Herausforderung für den Bau der neuen Kapelle, da bis dahin keine Straße auf den Hügel führte. Corbusier entschied bereits zu diesem Zeitpunkt, Beton als Baumaterial zu verwenden und sämtliche Arbeiten mit einer einzigen Mannschaft auszuführen.
Die Bauarbeiten begannen am 9. September 1953 mit dem Abbruch der Ruine des Vorgängerbaus. Nach fünf Jahren Planung und zweijähriger Bauzeit wurde die Kapelle am 25. Juni 1955 ihrer Bestimmung übergeben.
Anlässlich der Eröffnung des Zweiten Vatikanischen Konzils fand am 14. Oktober 1962 eine große Wallfahrtsmesse an der Notre Dame du Haut statt. An dieser bedeutendsten Wallfahrt zu der Kapelle nahmen rund 250.000 Pilger teil. 1974 war das aufgenommene Darlehen für den Bau zurückgezahlt.

### Erweiterungsbauten
Die steigende Zahl von Besuchern veranlasste die Eigentümerin des Bauwerks, die Association Œuvre Notre Dame du Haut, die Planung von Erweiterungsbauten in Auftrag zu geben, und sie entschied sich, Renzo Piano mit der Aufgabe zu betrauen. Pianos Entwurf für ein Besucherzentrum und ein Klarissenkloster stieß bei der Fondation Le Corbusier auf Kritik, weil die geplanten Bauwerke der Kirche zu nahe kämen. Die heftige Kontroverse führte zu zwei gegensätzlichen Petitionen für und gegen die von Piano geplanten Bauten ans französische Kulturministerium, das die Erweiterungsbauten Anfang 2009 schließlich billigte. Gebaut wurden ein Empfangsgebäude für die jährlich ca. 80.000 Besucher und ein Kloster mit zwölf Zellen, in dem sieben Ordensschwestern leben sollen. Im September 2011 wurden die Gebäude eingeweiht, die so in den Hügel eingegraben wurden, dass sie von der Kirche aus nicht zu sehen sind.

## Beschreibung
Die Kapelle Notre Dame du Haut von Ronchamp hat einen etwa 30 auf 40 Meter großen, asymmetrischen Grundriss. Der französisch-schweizerische Architekt und Maler Le Corbusier konstruierte eine kombinierte Außen- und Innenkirche. Im Innenraum bietet die Wallfahrtskapelle 200 Menschen Platz. An der Ostseite befindet sich ein Freiluftaltar für Gottesdienste mit bis zu 1200 Personen.

Emailliertes Hauptportal
Fensterfassade (Detailansicht)
Freiluftkapelle
Wasserspeier und Brunnenskulptur

### Erscheinungsbild

Südseite mit Hauptturm und Haupteingang

Die äußere Form der Kapelle wirkt auf der Südseite wie ein zur Sonne ausgerichtetes Segel, wodurch das Licht über tief ins Mauerwerk eingeschnittene Öffnungen ins Innere der Kapelle gelenkt wird.
Corbusier bezeichnete die Wände als „ausgehöhltes Hochrelief“.
Prägend sind die Gestaltung des Dachs, die gebogenen und verputzten Außenwände, die farbigen Glasöffnungen, die im Innern ein Farbenspiel entwickeln, und die Türme aus Mauerwerk. Das Gebäude vermittelt zugleich Erdverbundenheit und Leichtigkeit. Erdverbundenheit schafft der breite Sockel der plastisch geformten Außenwand der Südseite. Leichtigkeit entsteht durch die aufwärts gewölbte Form des Daches, das durch den horizontalen Schlitz über der Süd- und Ostfassade zu schweben scheint. Gleichzeitig breitet sich das gewölbte Dach schützend über dem komplexen Raumgebilde aus.
Jede Fassade ist unterschiedlich ausgebildet. Die Wände sind im Süden und Westen konvex und im Westen und Osten konkav gekrümmt und scheinen sich jeweils im Westen und im Norden in das Innere des Sakralbaus "einzurollen" um die drei Räume der Nebenkapellen zu bilden. In der Nische zwischen den beiden nördlichen ca. 20 m hohen Kapellentürmen befindet sich der sogenannte Werktagseingang. Die Sakristei ist über eine außen angebrachte kleine Freitreppe zu erreichen.
Vor der Ostwand befindet sich der überdachte Freiluftaltar mit Chorraum, einer Sängerempore und einer Kanzel. Ein schlichter Betontisch dient als Altar. Die Mauer bildet zwischen Freiluftaltar und Südseite einen spitzen Winkel. Hier erhebt sich das muschelförmige Dach auf der dominanten Wand auf bis etwa neun Meter.
Die Südseite wird von 27 rechteckigen Fenstern von unterschiedlicher Größe durchbrochen, die schachtartig in die Mauer eingelassen sind. Die teilweise farbigen Gläser haben einfache Grundfarben und beschränken sich meist wenige Formen oder Ornamente. Auf manche Fenstergläser schrieb Corbusier in feiner Schreibschrift Sätze aus den Mariengebeten der Pilger, insbesondere aus dem Ave Maria und den Litaneien zu Ehren der Jungfrau Maria.
Untypischerweise an der Süd- anstelle der Westseite befindet sich die monumentale, innen und außen künstlerisch gestaltete, emaillierte Haupttür, die nur an Pilgertagen geöffnet wird. Die 3 Meter × 3 Meter große, quadratische, gusseiserne Tür hat eine klare geordnete Gliederung mit Motiven ähnlich seinem 1955 erschienenen Le poème de l’angle droit und zeigt die bekannter Verbindung von Malerei und Architektur, der "Polychromie Architecturale". Er rechtfertigte die Verwendung von Email damit, dass es die „Schönheit des Sichtbetons zum Vibrieren“ bringe. Die Türe ist 33 Zentimeter dick und 2,3 Tonnen schwer. Die acht emaillierten Tafeln haben jeweils eine Fläche von 1,13 Meter × 0,70 Meter. Corbusier überwachte eigens die Herstellung. Als Vorlage dienten Zeichnungen seines Mitarbeiters André Maisonnier, die im Mai 1955 gefertigt wurden.

Ein skulptural ausgebildeter Wasserspeier

Links des Hauptportals erhebt sich der etwa 27 Meter hohe, zur Südseite abgerundete Hauptturm. Durch dessen obere Öffnung einfallendes Licht wird innen an der weißen konkaven Wandfläche des Turmes sanft reflektiert und fällt gedämpft über den Altarbereich der Kapelle ein. Dieses "periskopartige" Prinzip findet auch für die anderen beiden Kapellen Anwendung. Auf der oberen Turmwölbung steht neben einem Blitzableiter ein schlichtes dünnes Metallkreuz. Die Westfront ist fensterlos und rollt sich an ihren beiden Enden um die Nebenkapellen im Nordwesten und Südosten ein. Auf der Westseite befindet sich an der Dachkante ein schlichter, den Nüstern eines Pferdes abstrakt nachgebildeter Wasserspeier, der die plastische Formsprache des Gesamtgebäudes auch im Detail fortsetzt; das Wasser aus der Dachfläche wird somit nicht über ein simples Regenfallrohr in den Boden abgeleitet, sondern über den Speier in eine Brunnenskulptur gelenkt.
Etwas weiter südlich liegt das ebenfalls von Le Corbusier entworfene Gebäude für die Pilger und den Kaplan. Corbusier wandte für die Proportionen der Innenräume das von ihm selbst entwickelte Proportions-System Modulor an; dieses System verwendet Maße und Maßverhältnisse, die sich an der Größe des Menschen orientieren. Auch die Innenausstattung geht auf die Gestaltung Corbusiers zurück, der die Wände mit Fotografien von mittelalterlichen Fresken schmückte, deren großer Bewunderer er war.

### Glocken
Das Geläut der Kapelle befindet sich wenige Meter westlich des Bauwerks auf freiem Feld.
Drei Bronzeglocken in den Schlagtönen e1, fis1 und a1 hängen nebeneinander in einem einfachen Stahlglockenstuhl.
Le Corbusier wollte keine Glocken für die Kapelle. Vielmehr plante er eine elektrische Beschallungsanlage, die jedoch nicht zur Ausführung kam. Zum 20. Jahrestag der Einweihung von Notre Dame du Haut errichtete der Architekt Jean Prouvé den Glockenstuhl. Da zwei Glocken aus der Vorkriegszeit erhalten geblieben waren, lag es nahe, diese in das Geläut einzubeziehen. Die neue und kleinste der drei Glocken trägt eine offene Hand als Relief und ist der Mutter und der Ehefrau Le Corbusiers gewidmet.

### Konstruktion

Tragwerkstruktur von Norden, abstrahiertes Modell, FH Köln, 1997

Nordseite mit sichtbarer Stütze hinter der Außenkanzel

Obwohl die Kapelle mit den plastisch geformten Fassaden wie eine Skulptur aus einem Guss erscheint, handelt es sich um eine Mischkonstruktion, die aus selbsttragenden Wänden und Stahlbetonstützen besteht, die das Dach tragen. Die meisten Wände bestehen aus Naturstein-Mauerwerk, teilweise aus dem Abbruchmaterial der alten Kapelle. Die Wandoberflächen wurden mit sehr grobkörnigem Verputz überzogen. Die Wandstärke variiert zwischen 90 Zentimetern und 2,7 Metern.
Für die extrem dicke, sich nach oben verjüngende Südwand wurden zunächst quer zum Wandverlauf stehende Schottenelemente aus Stahlbeton errichtet. Die Zwischenräume der Schotten wurden mit grob abgeviertem Bruchstein, Mauerwerk und Bauschutt der alten Kirche verfüllt und innen- und außenseitig mit einem Armierungsgitter überspannt. Darauf wurde eine vier Zentimeter starke Spritzbetonschicht aufgebracht, so dass die Mauer insgesamt einen monolithischen Eindruck erweckt.
Der Gestaltung der aus zwei Betonschalen bestehenden Dachmembran ging eine „Recherche zu Naturformen – Knochen, Schalentieren, Muscheln – die Corbusier zur poetischen Inspiration nutzte,“ voraus.
Die Dachschale kragt teilweise als riesiger, pilzförmiger Hut über die Außenwand hinaus und bietet so der östlichen „Außenkirche“ mit Altar, Sängerempore und Kanzel eine Art archaischen Wetterschutz. Im Inneren der Kapelle bildet die voluminöse Dachschale einen Bauch, wird durch ein Lichtband von der Wand getrennt und vermittelt so den Eindruck, zu schweben. Das Lichtband wird von 14 ummauerten Stahlbetonstützen unterbrochen, die das Dach tragen. Davon befinden sich 7 in der Innenseite der mächtigen Südwand, 5 in den Wänden der nördlichen Innenwand und einer in der Ostwand. Nur eine Stütze, deren oberer Teil auf der Ostseite aus dem U-förmigen Bauteil hinter der Außenkanzler ragt, ist von außen sichtbar. Die Position der übrigen Stützen lässt sich lediglich von innen im Bereich des Lichtschlitzes erkennen.
Kritiker sahen in den organisch geschwungenen Formen der Kapelle einen Verrat Corbusiers an seinen Prinzipien. Abgesehen vom Dachgarten wandte Corbusier jedoch seine fünf Punkte einer neuen Architektur in verschiedener Form auch bei diesem Entwurf an.
Für die Verwendung des Betons als Baustoff sprach auch der Feuerwiderstand, denn die früheren Kapellen waren teilweise durch Brände zerstört worden.

### Innenraum und Ausstattung

Wallfahrtskapelle Notre-Dame du Haut, Ronchamp, Grundriss

Wie das Äußere der Kapelle wird auch der Innenraum vom Eindruck der organisch geschwungenen und massiven weißen Mauern dominiert. Er ist karg eingerichtet und enthält neben den zur Fensterfront verlagerten Bänken einen auf ein flaches Podest erhobenen Altarraum, der traditionsgemäß orientiert ist. Die gewölbte Wand des Altarraums ist von einem „Sternenmeer um die Marienstatue“ durchbrochen, die in einem Wanddurchbruch von innen und von außen sichtbar ist. Das 13 × 25 m große Hauptschiff bietet Platz für rund 200 Personen.
Die Mitte des Kirchenraums, unter dem durchhängenden Dach, ist bis auf die Bankreihen leer. Bei Bedarf werden zusätzlich mobile Bänke aufgestellt. Bemerkenswert ist der nicht völlig ebene, sondern leicht gewölbte Fußboden. Die Bänke sind auf einem Betonpodest angeordnet. Die Sitzflächen und Rückenlehnen der acht Bankreihen bestehen aus Irokoholz.
Zu den Bankreihen bemerkte Corbusier „Wenn ich sie nicht hätte aufstellen müssen, ich wäre auch ohne sie zufrieden gewesen. Bestimmung des Menschen ist es, im Stehen zu beten.“
Auf der Südwestseite, neben dem Haupteingang befindet sich die große Kapelle mit dem höchsten der drei Türme die als „Lichtfallen“ fungieren. Die beiden Nebenkapellen im Norden werden durch die zwei kleineren, 20 Meter hohen Türme belichtet. Die sog. „Morgenkapelle“ ist nach Osten ausgerichtet, die „Abendkapelle“, mit roter Ausmalung, nach Westen. Die Lichtführung dieser Kapellen geht auf den Lichteinfall im Serapeum in der Villa Adriana zurück, das Corbusier im Jahre 1910 besuchte und in seinem Skizzenbuch festhielt.
Die Kapellen sind vom Hauptschiff räumlich abgetrennt und ermöglichen unabhängig voneinander das Abhalten von Gottesdiensten.
An der Nordseite befindet sich neben zwei Weihwasserbecken an der Wölbung der „Morgenkapelle“ eine unauffällige Kanzel. Der Betonkubus ist nicht überdacht (kein Schalldeckel) und hat ein ebenfalls aus Beton bestehendes Lesepult. Im hinteren Teil der Kirche gibt es Beichtstühle, die teilweise in die Westwand eingelassen sind. Die Position ist von außen durch eine Wölbung an der Stelle der Brunnenskulptur ablesbar. Einige Flächen der Kapelle werden durch einen Bodenbelag aus Steinplatten und Pflastersteinen herausgehoben. Kommunionbank, große Tür und Geländer sind aus Gusseisen.
Die Schlichtheit des Innenraums führt sich in der Gestaltung der Altäre in den Kapellen fort. Der Tabernakel des Hauptaltars ist ein auf drei Füßen stehender Würfel mit farbigen Emailmotiven auf weißem Grund. Auf dem Würfel befindet sich ein Kreuz. Auf der Tür des Tabernakels ist das Osterlamm dargestellt, welches von Blumen, Schmetterlingen, Wolken und anderen Motiven umgeben ist. Das dünne, aber monumentale Kreuz aus Ulmenholz hat Corbusier auf Basis seiner Modulor-Maße entworfen. Es ist 2,16 m hoch und 1,75 m breit. Rechts des Altars steht ein ausladender Kerzenständer aus Metall, der die Kerzen der Pilger aufnimmt.

## Religiöse Bedeutung
Die katholische Wallfahrtskapelle Notre Dame du Haut in Ronchamp ist seit ihrer Einweihung am 25. Juni 1955 ein Anziehungspunkt für Pilger und Touristen. Jährlich kommen rund 80.000 Besucher.
Die Kapelle hat für Pilger und christliche Besucher eine große spirituelle Bedeutung. Die Wallfahrt am 8. September, dem Namenstag der Gottesmutter (→ Mariä Geburt), sowie einem großen Fest am 15. August zu Mariä Himmelfahrt gehören zu den größten Feierlichkeiten der Kapelle. In der Osternacht wird zudem ein großes Feuer auf dem Vorplatz entzündet und zu Weihnachten wird in der Mitternachtsmette bei Kerzenschein die Geburt des Jesuskindes gefeiert.

## Architektonische Bedeutung

Nordseite mit Doppelturmfassade

Trotz ihrer bescheidenen Bestimmung und Größe gehört Notre Dame du Haut zu den weltweit bekanntesten Sakralbauten und wird als wegweisendes Bauwerk der Moderne und Architekturikone gesehen.
In Abkehr von der rationalen Logik des Funktionalismus, auf die sich Architekten der Moderne wie Le Corbusier berufen, stellt Ronchamp ein frühes Beispiel des internationalen „Plastischen Stils“ dar. Der ungewöhnliche, stilistisch völlig neuartige Kirchenbau erregte bereits zur Entstehungszeit großes Aufsehen. Zum einen durch die bautechnisch-gestalterische Originalität, zum anderen durch die Neigung Corbusiers zu Atheismus und Pantheismus. Nach der Fertigstellung des Bauwerks reagierten sowohl Kritiker wie auch Weggefährten Corbusiers gleichermaßen irritiert und konstatierten, er habe mit dieser Formgebung seine Prinzipien verraten. Nikolaus Pevsner bezeichnete die Kapelle als „Manifest des neuen Irrationalismus“ und eine Abweichung vom richtigen Weg; Peter Meyer versah es mit dem Etikett des „romantisch, ultra-subjektiven Projektes“ und "James Stirling schrieb: die Prinzipien und die ursprüngliche Ideologie der Moderne seien auf manieristische Weise in eine bewußte Umvollkommemheit verwandelt worden." Die Kapelle von Ronchamp ist Le Corbusiers erstes und neben dem Kloster Sainte-Marie de la Tourette einziges von ihm selbst realisiertes religiöses Bauwerk. Neben Ronchamp und La Tourette stellt die Kirche Saint-Pierre von Firminy-Vert, bestehend aus einem schräg abgeschnittenen Pyramiden-Kegelstumpf, einen dritten neuartigen Kirchentyp dar. Schon zu Lebzeiten Le Corbusiers war die Erbauung mit großen Schwierigkeiten verbunden. Im Jahre 1965 verzichtete der Pfarrgemeinderat endgültig auf eine Realisierung. Von Le Corbusier gab es keine Ausführungspläne für das inzwischen verkleinerte Bauwerk. Bis zum Jahre 1978 setzte José Oubrerie den Bau fort, dann erfolgte der Baustopp. José Oubrerie war seit 1954 bis zum Tode von Le Corbusier, 1965, in dessen Büro tätig. Erst im Jahre 2003 konnten die Bauarbeiten, wieder unter seiner Leitung aufgenommen werden, um das Werk zu vollenden. Die Einweihung erfolgte im Herbst 2006.
Heutzutage versteht man die Kapelle Notre Dame du Haut in der Retrospektive zu Corbusiers Gesamtwerk allerdings durchaus in der Kontinuität und Synthese dazu. Pevsner hatte sogar vor einer Wiederholung des „Experimentes“ gewarnt – ohne Erfolg. Zehn Jahre vor dem Zweiten Vatikanischen Konzil (1962–1965) verwiesen Befürworter radikal neuer Lösungen auf Ronchamp als Musterbeispiel für moderne Kirchenarchitektur. Die Kapelle wurde zum Vorbild vieler Kirchen in den folgenden Jahrzehnten. Ein Beispiel für die Vorbildfunktion ist die moderne Kirche der Mutter Gottes, der Königin von Polen von Nowa Huta aus dem Jahr 1977. Daher wird Notre Dame du Haut oft als Wendepunkt des modernen Kirchenbaus, als Inkunabel der Versöhnung zwischen Kirche und moderner Kunst bezeichnet.
Eine im Originalmaßstab nachgebaute Kopie der Kapelle existierte von 1994 bis 2008 im chinesischen Zhengzhou. Aus rechtlichen Gründen ließ die lokale Regierung das Gebäude wieder abreißen.

## Kandidatur und Ernennung zur Welterbestätte
Im Januar 2008 ließ Frankreich vierzehn Gebäude und Anlagen von Le Corbusier in die Tentativliste der UNESCO-Welterbestätten eintragen, darunter auch die Kapelle. Unter dem Titel „Das urbanistische und architektonische Werk von Le Corbusier“ (französisch Œuvre urbaine et architecturale de Le Corbusier) wurden diese vierzehn sowie weitere neun Werke Le Corbusiers in sechs anderen Ländern unter Beteiligung der Fondation Le Corbusier zeitgleich als Weltkulturerbe nominiert. Trotz Überarbeitung und Reduzierung auf insgesamt 19 Objekte fand die Kandidatur zunächst keine Mehrheit im Welterbekomitees bei dessen Jahrestagung im Juni 2011. Am 17. Juli 2016 wurden Notre-Dame-du-Haut und 16 weitere Gebäude Le Corbusier’s schließlich in die Liste der Welterbestätten aufgenommen.